# Творчество на Йохан Себастиан Бах
Творчеството на немския композитор Йохан Себастиан Бах съдържа над 1000 оцелели и каталогизирани произведения, а друга част, навярно по-малка, е изгубена. В творчеството му са представени всички значими тогавашни жанрове, освен операта, той е признат майстор на полифонията. Бах твори през целия си жизнен път за период от около половин век.

## Творчество за орган
Музиката за орган в Германия по времето на Бах има вече стари традиции, благодарение на предшествениците му – Йохан Пахелбел, Георг Бьом, Букстехуде и други композитори. С много от тях Бах се познава лично.
Докато е жив Бах е известен най-вече като първокласен органист, преподавател и съчинител на музика за орган. Той работи както в традиционните за времето „свободни“ жанрове, като прелюдия, фантазия, токата, така също и в по-строгите форми – хорална прелюдия и фуга. В произведенията си за орган Бах умело обединява различни музикални стилове.
Върху композитора оказва влияние както музиката на севернонемските композитори (Георг Бьом, с когото Бах се среща в Люнебург, и Дитрих Букстехуде в Любек) и музиката на южните композитори. Съществуват 12 прелюдии и фуги от ранните му години, които представят Бах като гениален ученик на Фрескобалди и Букстехуде. Но все още творбите са прекалено драматично оживени, отчасти накъсани, неединни и объркани. Бах преписва произведенията на много френски и италиански композитори, за да разбере музикалния им език. Непрестанният стремеж към усъвършенстване и възприемане на новите тенденции, които италианци като Джовани Легренци, Арканджело Корели и Антонио Вивалди носят, правят музикалната му конструкция по-ясна и плавна. Показателен е фактът, че в по-късните си творби започва на места да използва и италиански заглавия. По-късно дори преработва няколко концерта за цигулка на Вивалди за орган.
През най-плодотворния си период на писане на органна музика период (1708 – 1714 г.) Йохан Себастиан не само пише множество двойки прелюдии и фуги и токати и фуги, но и съчинява незавършената „Органна тетрадка“ – сборник от 46 кратки хорални прелюдии (завършена само на 1/3 от планираното), в които се демонстрират различни техники и подходи за съчиняване на произведения на хорални теми. Повечето органни произведения могат да се отнесат към ваймарския период или по-рано. В Кьотен и Лайпциг Бах пише за този инструмент най-вече ако има повод. Интересът към тази музика се възражда около 1735 г. и той създава мащабни органни произведения. Редактира и стари такива, но смъртта прекъсва работата му. Все пак, дори след Ваймар, той пише много известни произведения, като шест трио-сонати, сборника „Clavier-Übung“ и 18 Лайпцигски хорали. Част от произведенията за орган са транскрипции от творби за клавесин, от трио сонати, кантати и др. През целия си живот Бах не само съчинява музика за орган, но се занимава и с консултации при изработването на инструменти, проверка и настройка на нови органи. Популярно органно произведение, което надхвърля модата на епохата е хоралният прелюд „Wachet auf, ruft uns die Stimme“ (BWV 645), който наред с множеството варианти на класически аранжименти, бива представян в джаз-вариант от Боби Макферин и Жак Люсие Трио, или в поп-вариант от норвежката певица Сисел.
Самият Бах ясно отличава незрелите от зрелите си творби – с първите повече не се занимава, докато вторите впоследствие усъвършенства. Има два периода на редакция. Първият е докато Фридеман и Емануел са в състояние да свирят композициите на баща си. Вторият, по сериозен период е в последните му години. Навярно Бах планира да обедини всичките си прелюди и фуги в един сборник с големите си хорали.
Органните хорали следват цикъла на църковните празници, тъй като се изпълняват всяка неделя. Бах по големите празници може да комбинира хоралите – коледните образуват рождественска оратория, предвеликденските – пасион, тези за Възкресение – оратория. Често при това обединяване Бах търси контрастния ефект.
От всичките си творби за орган, Бах приживе публикува само един прелюдия и фуга от третата част на „Клавирни упражнения“. Всичко останало притежаваме от ръкописи, преписи или преписи на преписи. Така например запазването на Голямата фантазия в c-moll дължим на Кребс, която за малко не попада в ръцете на един бакалин за да ползва листите като амбалаж, но като по чудо е спасена от придворния органист Райхард в Алтенбург. Лоша слава сред преписвачите носи петербургският клавирен изпълнител Палшау, който преправя Дорийската токата (действайки като руски цензор, както отбелязва Руст).
В Баховите пиеси рядко се дават изрични указания за изпълнението. Примерно някъде са посочени смяната на клавиатурите, на регистрите или изпълнение на две клавиатури, но като цяло това са по-скоро изключения. По времето на композитора, органът не е чак толкова добре развит технически, но въпреки това в неговата епоха те имат изключително балансиран, богат, наситен и колоритен тон, което дава основание да се смята, че Баховата музика звучи най-добре на барокови инструменти. Интересен факт е, че в онази епоха мнозина се оплакват, че заради красотата на тона, прочутите органостроители братя Зилбер интонират органите прекалено слабо, но Бах не споделя това мнение, отдавайки значение именно на изящното звукоизвличане.

### Клавирни произведения
Бах пише също така множество произведения за клавесин, много от които е може да бъдат изпълнявани и на клавикорд. Много от тези творби са един вид енциклопедически сборници, демонстриращи различни начини и методи за съчиняване на полифонични произведения. Повечето от клавирните произведения на Бах, издавани докато е жив, са събрани в сборниците, наречени „Клавирни упражнения“ („Clavier-Übung“). Повечето клавирни композиции произхождат от ваймарските и кьотенските години, но Бах публикува само големите произведения от лайпцигския период. Баховите партити по форма всъщност са сюити, но Бах следва примера на предшественика си Канау, който през 1689 и 1695 издалва сборници с „партити“, наречен „Клавирни упражнения“. Първата си партита бива издадена през 1726 г., като всяка следваща се издава по една. Когато стават 6 Бах ги обеденява под името „Клавирни упражнения“ (първа част). Както твърдят впоследствие синовете на Бах пред Форкел, това произведение се харесва много – „Още не били виждали и слушали такива превъзходни клавирни композиции. Този, който се научил да изпълнява добре няколко пиеси от този сборник, можел да разчита на успех“. Втората част на „Клавирни упражнения“, включваща „Италианския концерт“, е издадена през 1735 г. в Нюрнберг. Бах се вдъхновява за тази композиция от една симфония на Георг Муфат от „Florilegium primum“ (1695). Третата част излиза през 1739 г. В тях трябва да се публикуват само органни произведения, но попадат и четири клавирни дуета по недоглеждане. Както е прието по онова време, органните произведения могат да се изпълнят на чембало с две клавиатури и педал. Четвъртата част е публикувана отново в Нюрнберг, но от друг издател, впоследствие публикува и Емануел. Тя съдържа прочутите днес „Голдберг вариации“. Това произведение, наред с Италианския концерт е написано за чембало с две клавиатури. Лично за себе си, когато композиторът твори и изпълнява музика в домашни условия, предпочита клавикорда, поради възможността за предаване на нюанси и динамика в изпълнението, но той е неуместен за публични изпълнения, тъй като звукът му е твърде слаб.
По времето на Бах орнаментиката в музиката и в клавирните произведения в частност е много модерна. Изпълнителите сами ги добавят в произведенията, за да изпъкнат качествата им – склонност, проявяваща се в цялото изпълнителско изкуство от епохата на Барока, особено от солистите и водещите вокалисти. Бах е критикуван, че се опитва да облече всичко в ноти и че на музиката му ѝ липсват украшения. Навярно на тогавашния слушател музиката на Бах се струва много бедна, но композиторът съзнателно изчиства възможно повече творбите си от прекалената декорация.
- „Добре темпериран клавир“ е произведение в два тома, написано през 1722 и 1744 г. – сборник, във всеки том на който има по 24 прелюдии и фуги, по една във всяка тоналност. Творбата е създадена за упражнения на учениците му, като трябва да се изпълнява на клавикорд за се постигне „кантабилният маниер“ на свирене, към който Бах се е стреми в композициите си. В „Музикален речник (Historisch-biographisches Lexikon der Tonküstler)“ на Ернст Лудвиг Гербер се съобщава, че част от тези пиеси са написани в малко градче, където композиторът скучае без инструмент.[15] Сборникът носи това име, тъй като Бах в него се възползва от преимуществата на музикалното темпериране (открито и публикувано от органиста Андреас Веркмайстер през 1691 г.), което е ново решение на стар проблем, който ограничава дотогава музикантите да свирят във всички тоналности. Този цикъл има особено важно значение във връзка с прехода към нова система за настройка на инструментите, позволяваща еднакво лесно да се изпълнява музика в каквато и да е тоналност.
- Трите сборника сюити: „Английски сюити“, „Френски сюити“ и „Партитури за клавир, BWV 825 – 830“. Всеки цикъл съдържа по 6 сюити, изградени по стандартната схема (алеманда, куранта, сарабанда, жига и незадължителна част между последните две). В английските сюити алемандата предшества прелюдията, а между сарабандата и жигата има точно една част; във френските сюити количеството на незадължителните части е по-голямо, а прелюдиите отсъстват. В партидите стандартната схема се разширява: освен изисканите встъпителни части има допълнителни и то не само между сарабандата и жигата.

- „Голдберг-вариации“ (към 1741 г.; BWV 988) – мелодия с 30 вариации. Цикълът има доста сложен и необичаен строеж. Вариациите са построени по-скоро върху тоналния план на темата, отколкото върху самата мелодия. Голдберг е клавесинист на граф Кайзерлинг, който е покровител на Бах и заема поста на руски пълномощен министър при дрезденския двор. При честите си визити с графа в Лайпциг, Голдберг навестява Бах. Форкел пише: „Граф Кайзерлинг боледувал много и тогава страдал от безсъние. Голдберг, който живеел в дома му, трябвало в подобни случаи да прекарва нощта в съседната стая, за да му свири нещо по време на безсънието. Веднъж графът казал пред Бах, че желае да получи за своя Голдберг няколко клавирни пиеси, които да имат толкова нежен и що годе ободряващ характер, че да могат да развличат безсънните му нощи. Бах решил да изпълни това желание с вариации, които дотогава смятал за неблагодарна работа, поради неизменната им хармонична основа ... По-късно графът ги наричал само „моите вариации“. Той не можел да им се наслуша и често, щом настъпвали безсънните нощи, казвал: „Драги ми Голдберг, изсвири ми една от моите вариации“. Може би Бах никога не е бил възнаграждаван за някоя от работите си така, както за тази. Графът му подарил златна чаша пълна със сто луидора“. Темата на тези вариации се съдържа в композираната поне 10 години по-рано (1725 г.) „Клавирна тетрадка“ за Ана Магдалена – в сарабандата идваща след песента „Ти си при мен“. В последната вариация звучат две народни песни, с които неговите прадеди се забавляват на семейните си събирания.
- Разнообразни пиеси като „Увертюри във френски стил“, BWV 831, „Хроматическа фантазия и фуги“, BWV 903, или „Италиански концерт“, BWV 971.

### Оркестрова и камерна музика
Бах пише музика както за отделни инструменти, така и за ансамбли. Той отлично познава струнните инструменти и техните възможности. Самият той макар че свири и на цигулка, предпочита да изпълнява на виола камерната си музика. Своеобразието на Баховия клавирен и органов стил е, че желае да придаде на клавишните способността за фразиране и модулиране, присъща на лъковите инструменти. Същевременно в лъковите инструменти търси полифоничното звучене. Този начин на многогласно цигулково музициране е известен още от времето на Николаус Брунс. Неговите произведения за соло инструменти са 6 сонати и партити за соло-цигулка, BWV 1001 – 1006, 6 сюити за виолончело, BWV 1007 – 1012, и партита за соло-флейта, BWV 1013, като се считат от мнозина за едни от най-задълбочените творби на композитора. Пиесите за соло-цигулка са открити от Пьолхау, пишейки: „Това прекрасно произведение ... намерих през 1814 г. в стара предназначена за увиване на масло хартия сред книжата на покойния петербургски пианист Палшау“. Освен това Бах съчинява няколко произведения за лютня соло. Пише също трио-соната, соната за флейти-соло и виола да гамба, съпровождани само от басо континуо, както и много канони. Най-значими примери за такива произведения са циклите „Изкуството на фугата“ и „Музикален подарък (Музикално приношение)“.
Най-известните произведения на Бах за оркестър са „Бранденбургски концерти“. Наречени са така, защото Бах, изпращайки ги на граф Христиан Людвиг Бранденбург-Шведски през 1721 г., с когото се запознава през 1719 г. в двора в Майнинген. Графа, възхитен от Майстора, моли да му напише композиции за неговата капела, което и прави две години по-късно, надявайки се да получи работа в двора му, но опита му е неуспешен. Това са шест концерта написани в жанр кончерто гроссо, разкриващи най-пълно полифоничните възможности на Бах.
Други дошли до нас произведения на Бах за оркестър включват два концерта за цигулка, концерт за 2 цигулки в ре минор, BWV 1043, и концерти за един, два, три и даже четири клавесина - BWV 1052-1059. Изследователите считат, че тези концерти за клавесини са само преработени по-стари произведения на Йохан Себастиан, вече изгубени. Освен концертите, Бах съчинява 4 оркестрови сюити. Той ги озаглавява „Увертюри“, според тогавашната традиция. Встъпленията са монументални и тържествени, в стила на френската увертюра, представлявайки идеални музикални изображения на стила рококо. В първата увертюра се намира и знаменитата „Ария“.

### Кантати (общ преглед)
През дълъг период от живота си всяка неделя Бах ръководи в църквата „Св. Томас“ изпълнението на кантати, темата на които се избира съгласно лютеранския църковен календар. Въпреки че Бах изпълнява кантати и на други композитори, в Лайпциг той съчинява най-малко три пълни годишни цикъла кантати – по една за всяка неделя от годината и за всеки църковен празник. Освен това той съчинява редица кантати във Ваймар и Мюлхаузен. Бах пише общо над 300 кантати на духовна тематика, но от тях до наши дни достигат едва 195.
Кантатите на Бах се различават една от друга по форма и инструменти. Някои от тях са написани за един глас, други – за хор; някои изискват при изпълнението си голям оркестър, а други – само няколко инструмента. Най-често следваният модел обаче е: кантатата започва с тържествено хорово встъпление, след което се редуват речитативи и арии за солисти или дуети, като се завършва с хорал. За речитатив обикновено се ползват тези цитати от Библията, които се четат през съответната неделя по лютеранския канон. Завършващият хорал често е предхождан от хорален прелюд в една от средните части, а също така понякога влиза и във встъпителната част като cantus firmus.
Най-известните от духовните кантати на Бах са „Christ lag in Todesbanden“ (BWV 4), „Ein' feste Burg“ (BWV 80), „Wachet auf, ruft uns die Stimme“ (BWV 140) и „Herz und Mund und Tat und Leben“ (BWV 147). Освен това Бах съчинява и известен брой светски кантати, обикновено посветени на някакво събитие, примерно – сватба. Сред най-известните светски кантати на Бах са двете Сватбени кантати и шеговитата „Кантата за кафето“.

### Кантати до 1723 г.
Алберт Швайцер категорично счита, че още след първите младежки опити в жанра на кантатата, Бах започва да ги композира с несъмнено умение. Още от арнщадския период е кантатата „Защо ти няма да допуснеш душата ми да отиде в Ада“ (BWV 15), в която внушително впечатление прави великолепната оркестрация и фанфароподобната интерлюдия за духови в заключителния хор (тогава Бах е 18-19-годишен). На 4 февруари 1708 г. е изпълнена кантатата „Бог е моят цар“ (BWV 71) – единствената отпечатана през живота му – акт по-скоро на почит към общинския съвет, за чието встъпване е предназначена, отколкото към композитора. Тук композиторът разполага с ресурса на големия хор и оркестър и той блестящо го използва. Силен ефект предизвиква противопоставянето между трите инструментални и двата вокални ансамбъл, като текста е по псалм 73 – „Не предавай на зверовете душата на твоята гургулица“. В Мюлхаузен е сътворена кантата „От дъното на душата си викам тебе“ (BWV 131, псалм 129) – поредна забележима творба за струнен оркестър, обой и фагот. Макар че тук вече личи отделяне от маниера на северните майстори, в хоралите е забележимо влиянието на Букстехуде.
От първите години във Ваймар са „Към тебе Боже се стремя“ (BWV 150) и „Божието време е най-доброто време“ (BWV 106). В първата е много характерен начинът на предаване на скръбта и радостта, като вече се наблюдават елементи от зрялото Бахово творене. Втората кантата е заупокойна, наречена Actus tragicus, като тук съвършено хармонират текст и музика – текста навярно освен библейски, е допълнен и от Бах. Скръбната музикална тема преминава през цялото произведение, изпълнена само от две флейти и две виоли да гамба. Тази творба става любима на преоткривателите ѝ през 19 век, и след изпълнението ѝ през 1833 г. във Франкфурт, още две поредни години тя била поставяна.
Това са забележителни еталони в духа на старите кантати, форма от която Бах се откъсва след като започва да пише редовните кантати за литургиите във Ваймар. Около 1712 г. кантатите по свободни поетични текстове заменят старите библейски, а такива текстове получава от текстописците Саломо Франк и Ердман Ноймайстер. Тази мода може да се определи като отрицателна, тъй като новите текстове са средна, дори ниска категория стихотворения, но композиторът така и до края на живота си не се завръща към стария стил, въпреки че бил отличен познавач на библейския текст. С назначаването на Бах, като капелмайстор през 1714 г., той трябва да покрива определен брой кантати годишно.
По текстове на Франк са известни около 10 кантати, като композиторът симпатизира на неговата поезия поради влечението на поета към мистиката и множеството преплетени библейски текстове – Франк е най-консервативният сред новаторите. От тези творби се откроява „Аз имах много грижи“ (BWV 21), която е сходна по трагичността си до Actus tragicus. Като мистик, Бах харесва особено алегоричният език на библейската „Песен на песните“, което проличава в двете кантати „Ела, сладък час на смъртта“ (BWV 161) и „О, сега виждам, когато тръгвам за сватба“ (BWV 162). Великденската кантата „Небето се смее, земята ликува“ (BWV 31) изисква огромен за тогавашните разбирания оркестър и съчетава грандиозен встъпителен хор с по-бавна тържественост в басовата партия, а накрая завършва с мечтание за смъртта. През този пероид Бах създава още множество кантати, като немалко коледни.
В реформирания двор в Кьотен Бах почти не пише кантати. Едни от малкото изключения са „Който се въздига, трябва да бъде унизен“ (BWV 47) и „Това сигурно е вярно“ (BWV 141) – техните текстове били издадени през 1720 г. в една годишна поредица от кантатни стихотворения от секретарят на айзенахската община Хелбиг. Музиката на тези кантати се дава като пример за Баховото звукоизобразително изкуство, особено в повтаряща се тема, ту във възходящо, ту в низходящо движение. От създаденото в предлайпциския период, до нас са достигнали около 25 кантати.

### Кантати от 1723 до 1724 г.
Некрологът на Бах съобщава, че той създава 5 пълни годишни поредици кантати, като в Лайпциг са се изпълнявали по 59 кантати годишно. Достигналите до нас от този лайпцигски период са 165 (от 195 общо). Бах е кантор в продължение на 27 години, което означава, че композира по шест кантати годишно, но за сравнение, все пак не с толкова продуктивно темпо, колкото Телеман например. Разпределението по години обаче е неравномерно – първоначално пишел по десет кантати годишно, а към края на жизнения си път по-малко.
Първото изпълнение в Лайпциг е на кантатата „Исус взе при себе си дванадесетимата“ (BWV 22), с която е одобрен за поста – творба без впечатляващо благозвучие, но написана в маниера на Канау. На 30 май 1723 г. за първи път пред широка публика в Лайпциг Бах изпълнява „Мизерстващите трябва да ядат“ (BWV 75), която била посрещната с голямо одобрение. За следващата кантата „Небесата славят Бога“ (BWV 76), Швайцер казва: „Който е чул веднъж в живота си великолепните теми, в които Бах пресъздава в първия хор двата стиха от псалма, не може никога да ги забрави. Изобщо този хор спада към въздействащите най-първично хорове на Майстора. Той просто опиянява“ – тя е изпълнена във втората неделя след празника Св. Троица на 1723 г. Не е известно кой е либретистът на тези ранни лайпцигски кантати, но навярно Бах понякога още е използвал Франк и Ноймайстер, докато през 1724 г. започва да работи с Пикандер.
От май до декември 1723 г. Бах създава най-малко осем кантати, а през останалите случаи изпълнява по-ранни такива или такива на други композитори. В началото той обаче рядко прибягва до това, тъй като за всеки кантор било въпрос на чест да представя по възможност собствени творби. Той не е можел да изпълнява кантати на Канау, тъй като неговите наследници оставили нотните шкафове така празни, както синовете на Бах ги оставили по-късно на неговия приемник.
По повод встъпването в длъжност на новия общински съвет, на 30 август 1723 г. била представена кантата „Йерусалим, възпей Бога“ (BWV 119) – величествено произведение, съставено от два хора. Следващото му изпълнение било чак на 23 април 1843 г. в Гевантхауз в Лайпциг, под диригентството на Феликс Менделсон Бартолди, по случай откриването на паметника на Бах пред училището „Св. Томас“. Друга кантата по конкретен повод е „Желан празник на радостта“ (BWV 194) – изпълнена на 2 ноември 1723 г. под диригентството на Бах в при откриването на новия орган в Щьормтал до Лайпциг – характеризира се с необичайната си форма на оркестрова сюита, като може да се предположи, че композиторът я е заимствал именно от такава, или от светска кантата.
За новата 1724 г. композиторът пише „Изпейте нова песен на Господа“ (BWV 190), оцеляла само частично, но тук вече може да се предполага, че стихотворението, по което е написана, е на Пикандер (преработена през 1730 г.). За Великден същата година е създадена „Христос лежеше в примките на смъртта“ (BWV 4) – една от най-монументалните и трудни кантати, изпълнявана само от добре подготвени в Баховата музика солисти.

### Кантати от 1725 до 1727 г.
Повечето кантати от този период се разпознават външно по това, че са написани на хартия с воден знак IMK. Известо е, че Бах често купува хартията в големи количества, което спомага за датиране на композирането на много от произведенията му. По повод смъртта на кралица Кристиана Еберхардина е обявен траур, при който от септември 1727 до януари 1728 г. не се изпълнява църковна музика. Макар че Бах можел да си почине през този период, приходите му намаляват, тъй като таксите от треби спират.
В тези кантати Бах ползва поезията на Пикандер, тъй като пише леко и бързо, и както самият поет се хвали, разбирал нещо от музика. Качествата на тези текстове обаче са много спорни, тъй като често са просто случайни хрумвания, изпълнени с баналности и липса на вкус.
Сред кантатите от този период има толкова близки по вътрешен строеж, че могат да се определят като „кантати-близначки“. Такива са „Къде отиваш“ (BWV 166) и „Истина, истина ви казвам“ (BWV 86), но това е съвсем разбираемо с оглед на краткото време в които ги твори – кантатите били за две поредни недели. Други много близки творби са монументалните драми „Господи, не отивай на съд“ (BWV 105) и „Погледнети и вижте“ (BWV 46) – отново за две поредни седмични изпълнения.
За смъртта на камерхер Йохан Кристиан фон Поникау, на 2 февруари 1727 г. изпълнява великолепната мистичната кантата, изпълнена с копнеж по смъртта, „Не се отказвам от тебе, ти ще ме благословиш“ (BWV 157). Подобна кантата за смъртта и маладостта е „Мили Боже, кога ще умра“ (BWV 8). Шпита казва, че е „изтакана от камбанен звън и аромат на цветя, от която лъха настроението на гробище през пролетта“. Това е едно от малкото Бахови произведения, в които композиторът педантично означава динамичните нюанси и фразировката – очевидно, че творецът е държал на особено прецизното изпълнение.

### Кантати от 1728 до 1734 г.
От периода 1728 – 1729 г. са се запазили малко кантати – от една страна са загубени много от тях, от друга композирането на „Матеус-пасион“ не оставило много време за това. Днес е изгубена коледната кантата „Слава на Господа“, но голяма част от нея са запазени в сватбената кантата „Бог е нашето упование“ (BWV 3). За Новата 1730 година е създадена „Господи, както твоето име“ (BWV 17), впечатляваща със сбития си и мощен встъпителен хор, по късно преработен за Месата в h-moll. В следбогоявленската кантата „С единия крак съм в гроба“ (BWV 156) ясно се наблюдава начина, по който Бах изобразявал движение, чрез непрекъснато повторение и синкопиране на мотив, във всички възможни ритмични нюанси.
Кантатата за втората Петдесятница „Обичам Всевишния от цялата си душа“ (BWV 174) е само за солови гласове (а капела). За да компенсира липсата на оркестър, произведението започва с първата част на Третия бранденбургски концерт. Тъй като той е писан само за струнни, Бах добавя две облигатни валтхорни и три обоя – преработка която се оказва много ефектна.
За кантатата „Аз имам своето упование“ (BWV 188) Бах дава на органа необичайната роля, да изпълнява соловата и облигатната партия. Това станало, тъй като през лятото на 1730 г., както е видно от църковните сметки, били отделени 50 талера, за да може да се добави втора, независима от главната клавиатура на органа, нещо което композиторът отдавна мечтаел. Така органистът можел едновременно да изпълнява и да вижда хора и оркестъра. Това се сторило толкова приятно на Бах, че впоследствие създава още седем кантати за облигатен орган. При тези адаптации, Бах използва техники от клавирните и оркестрови концерти.
Особено популярна е соловата кантата за алт „Приятна почивка, блажена наслада“ (BWV 170), състояща се от оригинална музика. Текстът е от Георг Кристиан Лемс (1684 – 1717) от неговата „Gottgefälliges Kirchen-Opffer“ (1711). Едни от най-запомнящите се изпълнения на тази кантата, от началото на 21 век, са тези на мецосопраното Магдалена Кожена и контратенора Андреас Шол. Много интересен е съпроводът, при който органът изпълнява два гласа, а на цигулките и виолите е възложен третият. С течение на времето използването на облигатен орган изглежда започнало да не удоволетворява Бах и той повече не пише подобни кантати.
В началото на тридесетте години на XVIII в. Бах осъзнава незадоволителността на своите кантатни текстове. Той отчасти отново се стреми към хоралната кантата, като пише хибридни варианти със свободна поезия. След няколко опита в тази насока (кантати BWV 27 и 93), той се обръща към простата хорална кантата, от които притежаваме около 15 от този период. През 1730 г. по време на тържественото честване на Реформацията заради 200-годишния обилей от Аугсбургското верую (1530) е изпълнена кантатата „Здрава крепост (BWV 80)“ – еталон за идеално претворяване на текст в музика. Лутеранство и мистика изпълват тази творба. Подобна е „Събудете се, ни вика гласът“ (140), разработваща притчата за десетте деви.
В началото на 1730-те години хорът към църквата „Св. Томас“ бил в лошо състояние, което провокира Бах да пише най-вече соло кантати. До нас са достигнали единадесет такива. Сред тях е „Грешен свят, не ти вярвам“ (BWV 52), като встъплението е заимствано от Първия бранденбургски концерт. Басовата кантата „За мен е достатъчно“ (BWV 82) е посветена на мисълта за смъртта. Бах транскрибира тази ария за сопран, навярно с намерение да бъде изпълнявана от жена му на домашните концерти.
Кантатите „Господи, твоите очи гледат към вярата“ (BWV 102) и „Няма здраво място по тялото ми... и няма покой в моите нощи“ (BWV 25) са изпълнени Емануел в Хамбург след като „поправил грешките на баща си“, което „не хвърля добра светлина върху разбирането на Бах“ от сина, отбелязва Швайцер. Макар и в този неавтентичев вид, кантатата бива отпечатана за първи път през 1830 г.

### Кантати след 1734 г.
Кантатите от този период са около 70, като 30 от тях са написани до 1736 г., а останалите главно през периода 1737 – 1745 г.
Провокиран от войната за полското наследство (1733 – 1735), Бах пише катата BWV 134 в която арията „Хиляди нещастия, ужаси“ разказва за сполетялата ги война, съседни народи. Подобно настроение носят „Ако Господ не беше с нас в тези тежки времена“ (BWV 14, псалм 123) и реформационната кантата „Господ Бог е слънце и щит“ (BWV 79). Тези творби са изпълнени през 1735 г.
За Великден следва цикъл от 10 кантати, близки по текст, заимстван от сборник с близки до библейския текст стихотворения на Мариана фон Циглер, издаден през 1728 г. Тези текстове позволяват на композитора да пише много по-изящна и емоционална музика. Бах така харесва това творчество, че наставлява Пикандер да сътвори подобно, предимно по старозаветни текстове.
Около 1736 г. Бах се уморява да търси свободни поетични текстове и се завръща към хоралната кантата. Хоралните произведения му се стрували най-подходящи за църква, и той желаел да приключи творчеството си с пълен годишен цикъл такива. Той обаче не се завърнал към стария модел хорална кантата, а отново се спрял на един смесен вариант, не особено уместен за предаване на музикалните идеи, но навярно композиторът е бил уморен постоянно да търси изеалният текст. Така Бах бил в много по-голяма степен зависим от безформените текстове, предоставени от либретиста му. В лиричните канатати тези недостатъци личат по-малко и за това се оказват най-добрите му вокални творби от периода. Последните кантати, които могат да се датират са от периода около 1744 г.
След смъртта на Бах, тези късни кантати преминават във Фридеман. Тъй като е във финансово затруднение, той иска от Баховия биограф Форкел 20 луидора, за да му ги продаде, или 2 луидора, за да му позволи да ги разгледа. Форкел може да си позволи само втория вариант, а след това загубва следите им, знаейки само, че вече са продадени.

### Светски кантати до 1723 г.
Забвението над светските кантати било по-голямо, отколкото дори и над църковните. Едва с публикуването им от Баховото дружество, те станали в някаква степен известни. Не се знае колко са загубените, но все пак днес притежаваме около 20. Първата му светска кантата е от Ваймар – „Това, което ме радва, е само веселият лов“ (BWV 208). Тя била изпълнена на 23 февруари 1716 г. по повод 53-тия рожден ден на херцог Ернст Вилхелм. Херцогът поканил приятелят си Бах, а той от своя страна го изненадал с фина трапезна музика. Очевидна е любовта с която Бах подхожда към композицията. Текста е на Саломо Франк и в духа на времето се отнася за митологични божества, засвидетелстващи добродетелите на празнуващия. Днес от тази кантата е много популярна арията „Schafe können sicher weiden“, често транскрибирана и за други инструменти. Тази кантата по-късно също често е изпълнявана, като за рождения ден на принц Ернст Август фон Заксен-Ваймар, като единствено името било променено в нея. Когато кантатата била изпълнена по случай именния ден на курфюрст Фридрих Август от Телемановото дружество, композитора само сменя текста и я преименува на „Примамлива разпра между боговете“. Впоследствие отделни части от нея били включени и в църковните кантати.
За рождения ден на господарят си в Кьотен, Бах пише „Светейши Леополд“ (BWV 173а) за два сопрана и бас. Текстът е насила римуван, навярно писан от самия композитор, тъй като липсвал либретист. По същата музика пише църковната кантата „Възвишена плът и кръв“ (BWV 173), заменяйки само текста.
През 1725 г. кьотенският херцог се жени за втори път, за принцеса Шарлота Фридерика Вилхелмина фон Насау. Макар че Бах вече работи в Лайпциг, той все още е запазил титлата кьотенски капелмайстор и отношенията си с двора, а оттук и задължението да композира при важни случаи. На 30 ноември 1726 г. той пристига с най-добрите си музиканти, изпълнявайки поздравителната кантата „Издигнете се радостно във въздуха, във величавите висини“ (BWV 36а). Впоследствие композитора преработва кантатата за рождения ден на учителя Геснер, преозаглавявайки я „Възземете се радостно“ (BWV 36с). Музиката била така тържествена, че е преработена за една предколедна църковна кантата – „Възнесете се радостно“ (BWV 36). Кантатата за пореден път била преработена за рождения ден на професора по право Йохан Флоренс Ривинус, който добре се познавал с Бах. Тя била изпълнена от студентите му и се казвала „Радостта се носи“ (BWV 36b).
Кьотенската кантата „С милост небето увеличава времената“ (BWV 134а) е написана може би за Новата 1721 година или друго тържество на княжеската фамилия. Тя била преработена и за третия ден на Великден, преименувайки се на „Едно сърце, което знае, че Исус е жив“ (BWV 134). За венчавката на неизвестна двойка е написана кантатата за соло-сопран „Отстъпете, печални сенки“ (BWV 202), като тя се е запазила почти случайно, в един препис на ученик на Петер Келнер.

### Светски кантати след 1723 г.
След преместването си в Лайпциг, Бах се надява на възможността да получи множество поръчки за композиции по различни поводи. На семейни тържества, сватби, рождени дни, студентски приветствия към любими професори, официални тържества, патриотични поводи и т.н. се е изпълнявала музика. За такива поръчки се плащало по 15 талера, което не било твърде много, но за неголемите доходи от канторската служба, тези допълнителни приходи имали значение. Композиторът обаче търпи разочарование, тъй като официални поръчки не му били възлагани заради конфликтите си с университетските власти, със студентите в първите години нямал контакт, бюргерите не го смятали за композитор, способен да пише галантни мелодии. Други композитори с много спорен талант, дори ученикът му Долес били много повече на мода от самия Бах. Едва през 1729 г. с поемането на ръководството на Телемановото дружество (collegium musicum) той получил по-голям шанс в светската музика.
И в светските кантати либретист на Бах е Пикандер, който тук проявява много повече фантазия, оригиналност и одухотвореност, отколкото в простото трупане на фрази от Библията за религиозната музика. Това проличало още на 3 август 1725 г., когато за именния ден на доктора по философия Август Фридрих Мюлер е изпълнена кантата BWV 205. На 17 януари 1734 г. саксонският курфюрст Фридрих Август II бил коронясан за полски крал под името Август III. Още същия месец трябвало да бъде изпълнена тържествена кантата с Телемановото дружество. Бах набързо преработил кантата BWV 205, но резултатът бил много по-слаб от оригинала.
„Обединеното разногласие на сменящите се струни“ (BWV 207) е написана по повод обявяването на доктор Готлиб Корте през 1726 г. за професор по римско право. Встъпителният марш се изпълнявал докато професора влизал в аулата. Тук композитора заимства от Първия бранденбургски концерт, а в щимовете подробно е отбелязана фразировката. Същата музика била използвана за именния ден на Август III под заглавие „Раздавайте се, ечащи тонове на бодри тромпети“ (BWV 207а).
„Кантата за кафето: Мълчете, не бъбрете“ (BWV 211) и „Състезанието между Феб и Пан“ (BWV 201) са произведение от жанра на фарсовата сатира. Сюжетът на „Феб и Пан“ е по Овидий. Тази кантата се счита, че иносказателно пародира отявленият Бахов враг и критик Шайбе, който още от 1729 г. по всякакъв начин правил язвителни подмятания за изкуството на композитора, а през 1737 г. публикувал в собственото си списание „Hamburger kritishe Musicus“ остра критична статия. „Кантата за кафето“ е създадена единствено да забавлява. Още през 1717 г. Пикандер публикува комична новела, в която след забрана от краля на Франция на кафето „жените умирали, сякаш вилнеела чума“. В либретото на кантатата, дъщеря по забавен начин увещава баща си да ѝ се позволи да пие колкото кафе желае. Шеговитата тематика представя Бах в различна светлина, от традиционната сериозност на творбите му. Кантатата по същество наподобява по-скоро едноактна комична опера.
Сопрановата кантата „За доволството“ (BWV 204) навярно е писана за Ана Магдалена, за домашните концерти, които устройвали докато големите синове живеели при баща си. В текста се прославя спокойното бюргерското съществуване – образ с който самият композитор се отъждествява. През 1733 г. Бах отива в Дрезден за да бъде удостоен с титлата курфюрстко-кралски придворен композитор. В очакване на насрочената дата той написал няколко патриотични кантати за да остави добро впечатление във владетелския двор. На 5 септември същата година с кантатата „Херкулес на кръстопът“ (BWV 213) е поздравен единадесет годишният саксонски принц. Както и повечето светски произведения, и това било изпълнено на открито – в Цимермановата градина. На 8 декември 1733 г. в кралския двор бива представена т.нар. Drama per musica „Гърмете тимпани, ечете тромпети“ (BWV 214) в прослава на кралицата. Интересно е, че повечето кантати посветени на двореца, са украсени със „Само Господу слава (Soli Deo Gloria)“ или „Исусе, помогни (Jesu Juva)“. Тържественото произведение отчасти влязло в Коледната оратория, като това станало много сполучливо.
На 5 октомври 1734 г. курфюрст Август II (крал Август III) и съпругата му пристигат в Лайпциг. Набързо сътворената кантата „Слави своето щастие, благословена Саксония“ (BWV 215) е изпълнена под прозорците на кралската двойка. На изпълнението 600 студенти носели восъчни факли, а 4 графа били сред вокалистите. Малки откъси са заимствани в Коледната оратория и Месата в h-moll. Два дни по-късно Телемановото дружество под ръководството на композитора поздравява краля за рождения му ден с „Носете се, игриви вълни“ (BWV 206), която била от по-рано подготвяна. Няколко по-късни кантати са изгубени, макар че имаме сведения за изпълненията им.
През 1737 г. е изпълнена „Приятен Видерау“ (BWV 30а) по поръчка на бившия лакей Йохан Кристиан Ханике, издигнал се по благоволението на граф Брюл, на когото било предоставено владението на имот във Видерау. Отново за встъпване във владение е създадена и „Имаме ново началство“ (BWV 212) за камерхер Карл Хайнрих фон Дискау – началникът на данъчното управление. И за двете произведения ходатайства Пикандер, тъй като очаквал да спечели покровителство. Явно композиторът бил в близки отношения с фамилията Бах, тъй като госпожа фон Дискау става кръстница на първородния син на Вилхелм Фридеман през 1752 г.
Бах с желание се заема да напише селска музика, тъй като обичал фарсовият жанр. Всички части представляват танцови мотиви, завършващи с валс. Бах използва народни мелодии, а една от тях е използвана и в Голдберг вариации. Кантата е написана през 1742 г., носи заглавието „Mer hahn en neue Oberkeet“ (BWV 212) и е отново по поръчка на фон Дискау. Инструменталният съпровод е само от контрабас, виола и цигулка, като само в някои арии се включват и други инструменти.
Сватбената кантата „О, прекрасен ден“ (BWV 210) е композирана година по-рано, преписана красиво и подарена на младоженците увита в коприна. Малко след това след смяна на текста се появява „О, приятна мелодия“ (BWV 210а) за министъра граф Флеминг от Дрезден.
От италианските кантати са се запазили BWV 203 и 209. Първата, „Amore traditore“ е написана за бас и клавирен съпровод – единствената такава. И двете кантати не са заимствани от италианския стил, а носят това название поради немско-италианския си текст.
Светските кантани, независимо че са произведения по поръчка, не носят „занаятчийски“ характер. Особено когато е дадено време на композитора, той грижливо ги подготвя и изпълнява, което сочат изпълнените с указания щимове.

### Пасиони
Пасионите на Бах са едни от най-мащабните произведения на композитора. „Страсти по Йоан (Йоханес-пасион)“ (1724 г.) и „Страсти по Матея (Матеус-пасион)“ (ок. 1727 г.) са творби за хор и оркестър на евангелската тема за страданията Христос, предназначени за изпълнения на вечерните служби на Разпети петък през Страстната седмица в църквите „Св. Томас“ и „Св. Николай“. Пасионатите са едни от най-мащабните вокални произведения на Бах. Известно е, че Бах е пише 4 или 5 пасионати, но само тези две достигат изцяло до наши дни. Броят на пасионите е спорен, тъй като „Страсти по Лука (Лукас-пасион)“ не е доказано по категоричен начин, че е Бахова творба. Швайцер го отхвърля, считайки че може би просто Бах е преписал творба на друг композитор, редактирайки я на места. Изчезналият „Страсти по Марко (Маркус-пасион)“ е писан навярно година-две след „Йоханес-пасион“ по много слаб текст на Пикандер. Част от тези текстове били превърнати от Бах в „Траурна ода“ по повод смъртта на кралица Кристиана Еберхардина (починала на 7 септември 1727 г.), а по-късно включени в „Маркус-пасион“, така че днес разполагаме с тях. След кончината на кралицата, почитана почти като светица, в цяла Саксония е обявен траур. За траурното тържество на 17 октомври трябвало да се напише музикално произведение, но се получила ситуация, при която и Бах, и ръководителят на университетското богуслужение Гьорнер получили една и съща поръчка. Поръчителите на Гьорнер искат да бъде оттеглена поръчката от Бах, но след преговори и 12 талера обезщетение, на Бах е позволено да изпълни творбата си, но категорично му заявили, че това е еднократна отстъпка, която не му дава за вбъдеще да претендира да твори музика за академичните празненства.
„Йоханес-пасион“ е първият Бахов пасион. Предполага се, че пасионът е композиран година през 1724 г. и е изпълнен на 11 април. Друго твърдение (на Шпита, за което и Швайцер намира аргументи) е, че той е поръчан на Бах от общинския съвет на Лайпциг година по-рано, дори още в качеството му на кандидат, преди да е заел овакантеният пост на Канау – разпространена практика, при незаета щатна длъжност, за да може църковната музика да следва нормалният си ход. Предшественикът му Канау едва през 1721 г. се съгласил да композира в „омразния му оперен стил“, и това щял да бъде третият пасион, който жителите на Лайпциг щели да чуят. Текстът на „Йоханес-пасион“ се основава на прочутия „Брокес-пасион“ („Der für die Sünde der Welt gemarterte und sterbende Jesus“) на хамбургския обищнски съветник Бартолд Хайнрих Брокес, по което писали музика и Йохан Матесон, Г. Ф. Хендел, Г. Ф. Телеман, Готфрид Хайнрих Щьолцел, Йохан Фридрих Фаш и Райнхард Кайзер. Бах обаче го използва само за някои арии. Прекомерно пресиленият разказ очаровал другите композитори, но Бах предпочел да заимства от четвъртото Евангелие. Смята се, че на композитора е помагал неизвестен поет с изтънчено творчество, което Бах ползва и при кантати BWV 65, 154 и 23. При първото си изпълнение на „Йоханес-пасион“ звучи различно от познатото днес, тъй като Бах го редактира, с оглед предстоящото повторно изпълнение през 1727 г.
Когато през есента на 1728 г. Бах започва да композира „Матеус-пасион“, получава известие (в средата на ноември), че приятелят му княз Леополд от Кьотен е починал. След около три месеца предстояло тържественото полагане на княза в гробница, за което от композитора се искало да подготви траурната музика. Тъй като Бах не е можел за такъв кратък период да твори успоредно две творби, той моли Пикандер да напише траурен текст към вече готовите части – осем арии и заключителен хор. Напасването било крайно повърхностно, за разлика от самия пасион, при който Бах надзирава стриктно Пикандер, дали спазва възложеният му план – провокация за поета, която извлякла от него най-доброто от таланта му. Дори и след като текста бил завършен, по него постоянно се правили поправки. Драматичният план на „Матеус-пасион“ е разчленен на поредица от около 24 сцени – в едните са описани Христовите страдания, в другите се споменават благочестиви размисли. Творбата е изпълнена на Разпети петък, 15 април 1729 г. Запазени са и оригиналните щимове, където Бах е посочил динамиката и фразировката. Двата хора и оркестрите им били разположени от двете страни на органа в църквата, а третият в галерията срещу органа – това давало обемност на звученето, несравнима ако хоровете са един до друг. Няма данни за първото впечатление на лайпцигските граждани от пасиона, но с основание може да се предположи, че той е минал съвсем незабелязано. Същият ден в Новата църква Готлиб Фрьобер изпълнява свой пасион, тъй като кандидатствал за овакантеното място в същата църква – навярно това било музикалното събитие на деня.

### Оратории и магнификати
Сред ораториите на Бах най-известна е т.нар. Коледна оратория (1734 г.), а Великденска оратория (1734 – 1736 г.) и Магнификат са по-скоро обширни и щателно разработени кантати и имат по-малък размах, отколкото Коледната оратория или пасионите.
От Коледната оратория е запазен отпечананият текст за първото изпълнение, оригиналната партитура и грижливо проверените от Бах щимове. Например това личи в един от щимовете, където преписвача така преписал нотите, че солистът трябвало да обърне страницата по средата на солото си – Бах коригирал недостатъка. На обложката е записано „Композирано в 1734 г., петдесетата година на автора“. Заглавието „оратория“ обаче е подвеждащо – всъщност представлява сбирка от 6 кантати, изпълнени през определен перид от време от Коледата на 1734 г. до Богоявление, на определени празнични дати от лютеранския църковен календар. Това, което отличава Коледната оратория от коледните кантати е, че е замислена в един и същ дух и взети заедно образуват пълният разказ за раждането на Христос.
Още от предходната 1733 г. Бах се надява на титлата придворен композитор, в резултат на което композира светски кантати, блестящи с тържествения си и радостен характер. За да не отиде в забрава музиката от тези кантати, наред с отминаване на повода за които са създадени, Бах решава, че най-добрите фрагменти от тях са подходящи за празнична музика за Рождество Христово. Това са най-вече кантатите „Херкулес на кръстопът“ и „Гърмете тимпани, ечете тромпети“. Заимстваните моменти в партитурата се разпознават лесно – те са преписани ясно и грижливо, докато новите моменти са набързо написани, почти неясни на места.
Великденската оратория „Елате, бързайте и тичайте“ (BWV 249) в сегашната си форма е обикновена голяма кантата, която обаче преди съкращаването ѝ от Бах, е била истинска оратория. По същото време е създадена и кантата за Възнесение „Възхвалявайте Бога в неговите царства“ (BWV 11).
На големи празници Магнификатът се изпълнявал, като фигурална музика след вечерното богуслужение. Бах разработва два пъти хвалебната песен на Дева Мария в Евангелие от Лука, гл. I, ст. 46 – 55. Едната композиция се е загубила, и то при редакторите на голямото Бахово издание, тъй като Руст твърди, че я е видял около 1855 г. Другият Магнификат е стигнал до нас в две партитури. Композицията навярно може да се датира към 1723 г. за вечерната коледна служба. Вторият препис е изготвен много красиво около 1730 г. Втората версия (в ре мажор) е редакция на първата (в ми-бемол мажор), като тоналността е променена. През 1811 г. при отпечатването на творбата бил представен на света първия вариант, тъй като на редакторът Пьолхау вторият не е бил известен. Тогава съществувал още средновековният обред за люлеене на младенеца, за чието премахване настоявал общинският съвет още през 1702 г. Но това така и не станало и Баховата музика служела като театрална към изобразяванат сцена във Витлеемските ясли. Когато Магнификата се изпълнявал на други празници, определени рождественски песни отпадали. Така станало и през 1779 г., когато Емануел го поставил в Хамбург, както става ясно от една оцеляла програма.

### Меси
Към молбата на Бах, с дата 27 юли 1733 г., да бъде удостоен с титлата придворен композитор, са прибавени щимовете на изключително тържествената „Gloria“ и вглъбената и въздействаща „Kyrie“ от „Меса в си минор“, а партитурата е запазена у композитора. По щимовете няма следи от използване, което дава основание да се предположи, че тази творба е неизпълнена. Останалите части от партитурата са „Symbolum Nicenum (или Credo)“ и „Sanctus, Hosanna, Benedictus, Agnus Dei (изпълняват се заедно)“, означени неясно защо като отделни „меси“, макар че всички части в съвкупност представляват една меса. Впоследствие частите се пръснали – „Credo“ било в притежание на Емануел, а „Sanctus...“ попаднал при имперския граф Франц Антон фон Шпорк от Бохемия. През 1854 г. Баховото дружество моли наследниците на последния да предоставят архива с нотите на графа, на което те се отзовали, но уточнили че много ноти били подарени на разни хора, сред които и на градинаря за да обвива с тях дърветата.
Макар че цялата меса не е изпълнявана докато Бах е жив, нейни отделни части са звучали на богослужение или като концертна музика. Месата, подобно на много други произведения заимства пасажи от по-ранни кантати, като BWV 29, 46, 171, 12, 215, 11. Те обаче са много умело преработени, така че да паснат на цялостната творба. В Месата Бах съчетава похвати на католическата и протестантската музика. Алберт Швайцер я описва с епитетите „блестящо великолепие“, „величествена и задушевна“, „загадъчна и непостижимо дълбока“.
Век след появата им, „Gloria“ и „Kyrie“ били отпечатани през 1833 г. в Цюрих. Продажбите били незначителни, за това другите части се появили чак през 1845 г. в Бон. Първото изпълнение на цялата Меса било организирано от Берлинската музикална академия през 1834 и 1835 г.
След назначаването на Бах за придворен композитор, той изпратил в двора четири нови „Gloria“ и „Kyrie“, означени като „меси“ в 4 различни тоналности. Тъй като нямал време да създаде оригинална музика, той преработва стари кантати. Резултатът е повърхностен и на места просто безсмислен, като например съчетаването на музика и текст с несъвместими емоционални заряди.

### Мотети и песни
Запазени са 6 Бахови мотета. Те са издадени от Шихт, по-късен кантор на църквата „Св. Томас“, през 1803 г. Всяка неделя в църквата, при започване на сутришната и вечерната служба се пеели по един мотет. По принцип Бах не си давал усилие за тези мотети и давал да се пеят традиционните (най-често от други композитори), а до нас са достигнали само онези, писани по някакъв специален повод, като погребения например. Бах дори не ги е дирижирал, а предоставял това на помощник – композиторът се занимавал с кантатите. Няма указания, за точния инструментален съпровод, но почти сигурно е, че органният съпровод е присъствал във всички мотети, макар че тогава те били наричани а капела, тъй като този съпровод се приемал за подразбиращ се. Бах предпочита оркестрацията, така че в мотетите се включва и оркестър, отчасти за да компенсира слабият хор.
По-голяма част от запазените духовни песни са отпечатани в сборника с църковни песни на Шемели, който в предговора отбелязва, че мелодиите са „отчасти съвсем наново композирани“ или „отчасти преправени в басо контунуото“. От 69-те песни, 23 са нови творби. Любовни и други Бахови песни има и в „Клавирната тетрадка“ на Ана Магдалена. Според Кристоф Волф Баховите мотети са създадени с дидактическа цел, за да представи на многобройните си ученици различни аспекти на композирането и изпълнението. През 1789 г. Волфганг Амадеус Моцарт посещава Лайпциг, а чувайки изпълнение на хора към училището „Св. Томас“ на мотета „Изпейте нова песен на Бога“, BWV 225, различава гения на Бах (в епоха, когато композиторът е почти забравен), заявявайки „Това наистина е нещо, от което може да се научи много!“.